# 益田健太郎
益田 健太郎（ますだ けんたろう、男性、1983年1月29日 - ）は、日本の元プロボクサー。鹿児島県出身。第68代・第70代日本バンタム級王者。新日本木村ボクシングジム所属。

## 来歴
極真空手初段、木山仁の指導を仰ぎ、全日本大会高校の部60キロ以下級3位に入る。
2006年7月2日、Zepp Sendaiでプロデビュー判定勝利。
2戦目で初の後楽園ホール、しかし阿部博明（ピストン堀口）に判定で敗れる。3戦目も敗れ2連敗。
2007年10月3日、初のKOで連敗ストップ。
2009年11月3日、東日本新人王決勝戦まで進むも、森島勇治（大橋）4回TKO負け。
2011年5月20日、13戦無敗のバンタム級日本ランカー藤原陽介（ドリーム）に判定勝利で日本ランキング入り。
2011年12月7日、ゴールデンチャイルドボクシング100回記念興行で大竹秀典（金子）と対戦し、10回0-3（94-95、93-96、92-96）の判定負けを喫した
2012年3月25日、元フィリピン王者ダンディ東栄（一力）判定勝ち。
2012年7月7日、後楽園ホールで日本バンタム級王者の岩佐亮佑（セレス）と対戦し7回1分49秒TKO負けを喫し王座獲得に失敗した。
2014年4月13日、IMPホールにて大場浩平の返上に伴い日本バンタム級1位の川口裕（グリーンツダ）と日本バンタム級王座決定戦を行い、10回3-0（2者が96-92、96-93）の判定勝ちを収め王座獲得に成功した。
2014年8月4日、後楽園ホールで冨山浩之介（ワタナベ）と対戦し、3回1分32秒KO勝ちを収め初防衛に成功した。9月9日、東日本ボクシング協会2014年8月度の月間敢闘賞に選出された。
2014年12月8日、後楽園ホールで高橋竜也（ヤマグチ土浦）と対戦し、10回3-0（96-94、2者が97-93）の判定勝ちを収め2度目の防衛に成功した。
2015年2月6日、WBC世界バンタム級14位にランクインした。
2015年4月13日、後楽園ホールでWBC世界バンタム級13位の大森将平（ウォズ）と対戦し、3回1分35秒TKO負けを喫し3度目の防衛に失敗、王座から陥落した。
2015年9月17日、後楽園ホールで行われた「DANGAN139」で宮坂航（角海老宝石）と54.5kg契約8回戦を行い、8回3-0（78-75、2者が78-74）の判定勝ちを収めた。
2015年11月2日、最強後楽園ミリオンマッチバンタム級決勝で坂本英生（フジタ）と対戦し、7回2分47秒TKO勝ちを収め大森将平への挑戦権獲得に成功、最強後楽園の敢闘賞に選出された。
2016年3月18日、大森将平の王座返上に伴い田中裕士（畑中）と日本バンタム級王座決定戦を行い、8回1分40秒TKO勝ちを収め王座返り咲きに成功した。
2016年6月9日、後楽園ホールで行われた「ダイヤモンドグローブ」で川口裕（グリーンツダ）と対戦し、10回2-1（96-94、96-95、95-96）の判定勝ちを収め初防衛に成功した。
2016年12月8日、後楽園ホールで行われた「ダイヤモンドグローブ」で小澤サトシ（真正）と対戦し、2回1分0秒KO勝ちを収め2度目の防衛に成功した。
2017年1月10日、日本バンタム級王座を返上した。
2017年4月13日、後楽園ホールにてロメル・オリベロス（比）と対戦し、1回2分35秒TKO勝ちを収めた。
2017年7月30日、住吉区民センターでOPBF東洋太平洋バンタム級王者のマーク・ジョン・ヤップ（六島）と同級王座決定戦を行ったが、4回2分59秒TKO負けを喫し、王座獲得とはならなかった。
2017年12月30日、横浜文化体育館にてWBC世界バンタム級9位の井上拓真（大橋）と対戦したが、10回0-3（94-96、93-97、92-98）で判定負けを喫した。
2018年3月29日、JBCの発表で益田が引退したことが判明した。

## 戦績
- 36戦 27勝 14KO 9敗

## 獲得タイトル
- 第68代日本バンタム級王座（防衛2）
- 第70代日本バンタム級王座（防衛2=返上）